# Ulrich Hegner
Ulrich Hegner, född den 7 februari 1759 i Winterthur, död där den 3 januari 1840, var en schweizisk skriftställare.
Hegner var 1805 medlem av rådet i sin hemstad och 1812–13 av regeringen i Zürich. Han var en utmärkt realistisk hembygdsskildrare och författade bland annat Die Molkenkur (1812–19); ny upplaga, i 3 band, 1827) och dess fortsättning Suschens Hochzeit oder die Folgen der Molkenkur (1819), vidare Salys Revolutionstage (1814) samt Hans Holbein 
der jüngere (1827) och Beiträge zur nähern Kenntniss und wahren Darstellung Johann Kaspar Lavaters (1836). Hans samlade arbeten utkom 1828–30 i 5 band.